# Ermita de San Telmo (Puerto de la Cruz)
La ermita de San Telmo del término municipal de Puerto de la Cruz (Tenerife, Canarias, España), es un templo religioso de culto católico bajo la advocación de San Telmo. Es bien de interés cultural, con categoría de monumento, desde 2000.

## Descripción
Este edificio cuenta con planta rectangular con cubierta de teja árabe a dos aguas. Los muros son de mampuesto y barro revocados de cal. Dos pórticos idénticos de cantería basáltica son los únicos elementos decorativos que interrumpen los paramentos encalados. Ambos han sido dispuestos sobre sencillas pilastras que sostienen sendos arcos de medio punto.
La fachada principal está orientada hacia el poniente. Destaca -sobre una pequeña moldura, en la parte superior derecha- una espadaña de dos cuerpos: el primero, en el que se halla la campana, tiene forma cuadrangular y cornisa; el segundo es de menor tamaño y acaba en pináculo.
El frontispicio remata en una pequeña cruz. 
Una grada recorre, a modo de zócalo, las dos fachadas (norte y oeste) que cuentan con pórtico. 
La sacristía, en la cabecera del templo, tiene proporciones distintas al resto de la fábrica: la techumbre es de una sola vertiente y de menor altura; cuenta a su vez con una pequeña puerta en el testero. 
En el interior de la ermita podemos apreciar una armadura de raíz mudéjar, de par y nudillo en forma de artesa. Los tirantes, tallados a base de motivos geométricos y lacería, descansan sobre pares de canes labrados en forma de volutas. 
En pared posterior, tras del altar, destacan unas pinturas decorativas a base de hojarasca, cartelas, etc.; una decoración típicamente barroca que enmarca y complementa la del retablo, y que se extiende en sentido vertical hacia el tablero ocupando parte de la cubierta (hasta el primer tirante). 
Orillando la plaza se conservan los restos de la antigua Batería de San Telmo: la garita y empalizada -muro a media altura y pilotes hincados en punta- se hallan frente al hastial, hacia el presbiterio, sobre una cueva excavada por el mar, encontramos un pequeño cuarto circular y abovedado: el polvorín.